# Skavgræs
Skavgræs (Equisetum hyemale) er en 20-90 cm høj sporeplante, der vokser i fugtige skove, især på leret jord langs bække. Hele planten indeholder kiselsyre i form af små, skarpe krystaller, der udskilles på ydersiden af cellerne.

## Beskrivelse
Skavgræs er en flerårig urt med en opret vækst. Skuddene er mørkegrønne og overvintrer grønne, og som danner sporer. På disse skud sidder de endestillede, kogleagtige sporehuse. Alle skud er furede, leddelte og hule (undtagen ved leddene). Bladene er bittesmå og skælformede, og de sidder i kranse ved leddene enten på hovedskuddet eller på sideskuddene. Skavgræs adskiller sig fra flere af de andre padderok-arter ved ikke at have sideskud.
Rodnettet består af et dybtliggende og vidt forgrenet netværk af jordstængler og nogle spinkle trævlerødder.
Størrelse: 0,90 m høj, de enkelte skud er ganske smalle (grundet fraværende sideskud).

## Voksested
Arten foretrækker voksesteder i halvskygge og med en jord, der er fugtig og forholdsvis næringsrig. Derfor kan den findes på vældskrænter og langs vandløb i løvskove med våd, leret jord i Østjylland og på Øerne. Den findes desuden sjældent på kystklinter og i klitter i Nordvestjylland, på Anholt og i Nordsjælland. Mangler i Vestjylland.
Sønderskovgård ligger nær Brørup i Sønderjylland. Stedet er omgivet af skovområderne Skovshoved, Nørre-skov og Sønderskov. I skoven indgår primært løvskov, domineret af Bøg tillige med Ask og Rød-El. Her vokser arten sammen med bl.a. akselblomstret star, almindelig ask, almindelig bøg, almindelig gedeblad, almindelig kristtorn, almindelig mangeløv, almindelig vedbend, aster macrophyllus (en art af asters), almindelig avnbøg, bittersød natskygge, bjergærenpris, bredbladet mangeløv, dagpragtstjerne, ensidig vintergrøn, fuglekirsebær, glat dueurt, gul iris, hvid anemone, håret frytle, knoldet brunrod, kratviol, krybende læbeløs, kæmpesvingel, kærhøgeskæg, liden lærkespore, lundfladstjerne, lundfredløs, lundrapgræs, mosebunke, rubus dissimulans og rubus pedemontanus (to arter af brombær), rødel, skovangelik, skovkogleaks, skovstar, skovmærke, skovsyre, stor fladstjerne, stor konval, storblomstret kodriver og tredelt egebregne
| Portal | Portal:Botanik |